# 杜邁 (廖內省)
杜邁是印度尼西亞的城市，由廖內省負責管轄，位於該國西部蘇門答臘島東部，距離首府北干巴魯188公里，面積1,727.38平方公里，2010年人口約270,000，人口密度為每平方公里156人。